# Пірогель
Пірогель - це бойова запалювальна речовина, різновид напалму, що являє собою загущений бензин (напалм) до якого додано пудри, порошки або стружки активних металів. Як правило це пудри, порошки чи стружки магнію, алюмінію, натрію . Пірогель розроблено на основі напалму, як більш температурно потужна запалювальна речовина.
Пірогель має такі особливості як горіння з температурою приблизно 1200-1700 градусів за Цельсієм і час горіння 2-5 хвилин . 
Якщо порівнювати характеристики пірогелю з іншими запалювальними речовинами то слід зазначити що пірогель горить з більшою температурою ніж напалм, але меншою ніж терміт або термат. По часу горіння пірогель горить менший час ніж напалм, але більш ніж 
терміт чи термат. Можна сказати що пірогель має оптимальні характеристики горіння.
Пірогель застосовується в бойових зарядах, тобто бомбах, снарядах, мінометних мінах, 
вогневих фугасах. Пірогель має добрі пропалюючі якості, що наприклад дозволяє пропалювати тонкі листи металу. Перевагами пірогелю є також в'язка рідка структура що дозволяє розтікатися та міцно прилипати до цілі. Також така консистенція дозволяє використовувати пірогель в вогневих фугасах, таке використання значно збільшує запалювальну ефективність боєприпасу. На практиці консистенція пірогеля аналогічна консистенції напалму. Зазвичай горіння пірогелю вимагає присутності повітря, проте деякі пірогелі мають в своєму складі окисники і це їм дозволяє горіти без доступу повітря. 
Використання пірогелю дозволяє досягнути найбільшого можливого запалювального ефекту. Важливо зазначити що внаслідок високої абсорбції в'язкої рідини горіння пірогелю відбувається об'ємно, а не локально як в терміта. Це дозволяє створити потужний осередок займання (який переростає в потужну пожежу), а не тільки випалювати тільки предмети і матеріали на які потрапила речовина.

## Див також
- Напалм
- Терміт